# الهيئة الوطنية للأمن
الهيئة الوطنية للأمن (بالإنجليزية: National Security Inspectorate)‏ هي هيئة مختصة بالتصديق على المنتجات، والتأكد من احترافية التجارة في المملكة المتحدة في صناعة الأمن المنزلي، وهي أيضًا مسئولة عن السلامة من الحرائق، ولكن على نطاق أضيق، فالرابطة الوطنية للحماية من الحرائق هي الهيئة الرئيسية المسئولة عن هذا، وهي ليست هيئة تابعة للأمن القومي، ولكنها هيئة أمن لها تغطية وطنية.